# Teatro del Barroco
El teatro del Barroco supuso un periodo de esplendor del Teatro como género literario y como espectáculo de la época, que se extendió desde Italia al resto de Europa y de Europa a América en el siglo XVII. Durante el Barroco se conformaron los teatros nacionales en Europa; la Commedia dell'Arte en Italia; el Siglo de Oro en España, donde destacaron autores como Lope de Vega, Tirso de Molina, y Calderón de la Barca; Shakespeare y el teatro isabelino o la comedia de la Restauración en su casa Inglaterra; La Comédie-Française, Corneille, Molière y Racine en Francia. Se produjo un espectacular desarrollo de la escenografía, con la inclusión de música y pintura como elementos del espectáculo dramático que condujeron a una consolidación de la ópera, el ballet y la zarzuela. Los géneros dramáticos alcanzaron una formalización definitiva y la evolución de los antiguos corrales de comedias hasta las salas a la italiana propició la aparición de los edificios y salas teatrales contemporáneos.

## El espacio escénico

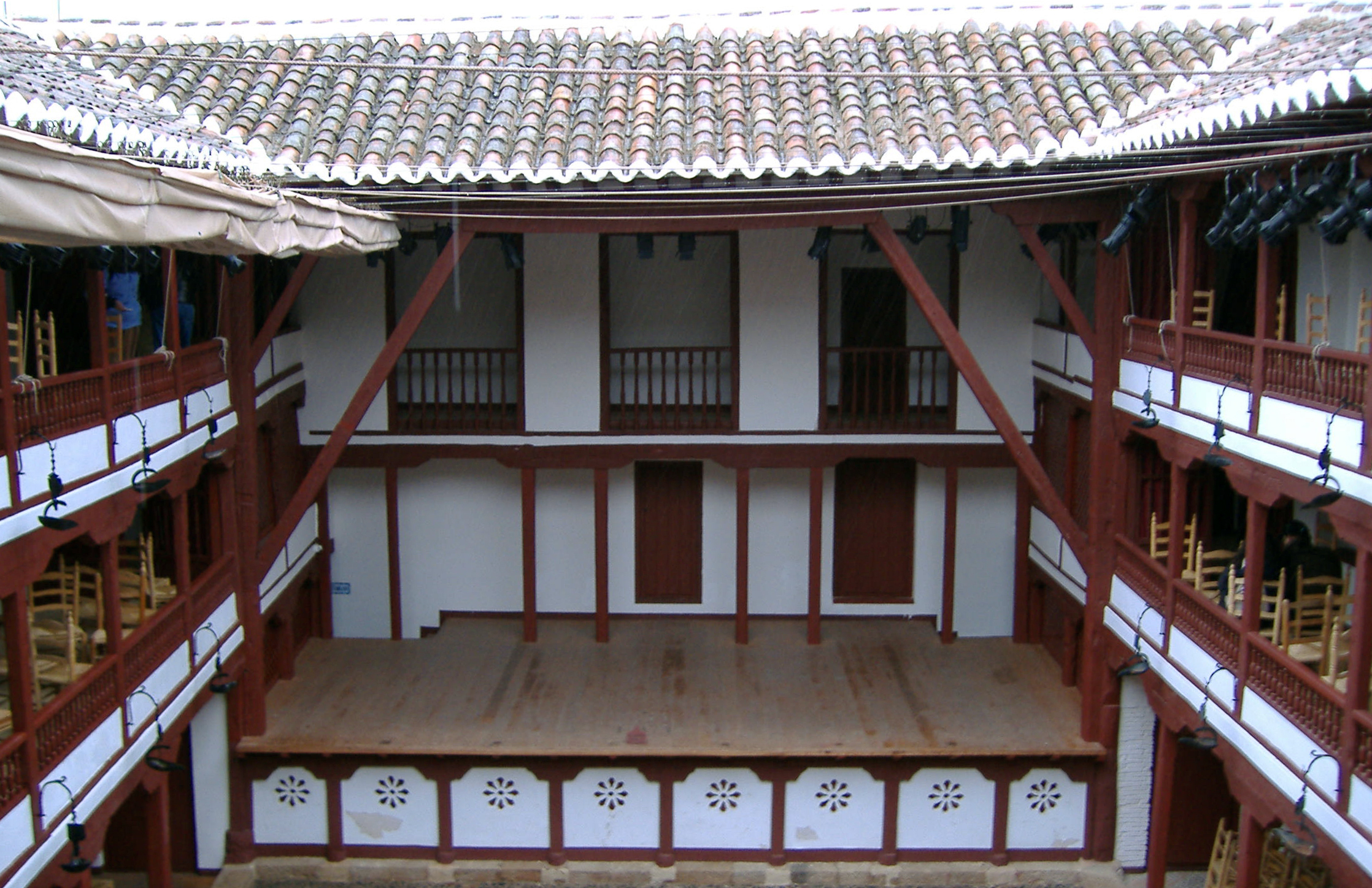
El Corral de comedias de Almagro se conserva tal como era en el.

En el siglo XVII el teatro se desarrolla en tres tipos de espacios. Por un lado, el espacio público, calles y plazas donde se celebran representaciones religiosas. Los misterios medievales habían dado paso en el Renacimiento a las moralidades, que desde la segunda mitad del siglo XVI empezaron a llamarse autos sacramentales.
En los siglos XVI y XVII abundaba la parte de la  «escena múltiple», sea en horizontal o en vertical, que obligaba al espectador a seguir la acción en los distintos cuadros. El lugar escénico se hizo fijo después de 1580, con la proliferación en las grandes ciudades de Inglaterra y España de los primeros teatros y corrales de comedias. En origen se trataba de un escenario ubicado permanentemente en algún patio entre edificios, estructura que se siguió en la construcción de los primeros teatros isabelinos y corrales de comedia. Al fondo se situaba el escenario, un tablado elevado unos dos metros sobre el suelo que tenía tres niveles: balcón, tablas y trampa. El público se distribuía de acuerdo a su condición social y, en las clases populares, también por sus diferencias de sexo. Frente al escenario estaba el patio, donde se situaban los denominados «mosqueteros», hombres corrientes, un público alborotador. En la pared opuesta al escenario se ubicaba la «cazuela», lugar donde se colocaban las mujeres. En los laterales, las ventanas y balcones más bajos, denominados «aposentos», eran el lugar de la nobleza. Había también un lugar específico para curas, frailes, escritores y otro para las autoridades. El ambiente era de diversión y fiesta. Comida, bebida, alborotos, gritos y silbidos o incluso peleas eran actividades relativamente habituales. Las representaciones eran diurnas y seguían un esquema prefijado: en primer lugar la loa, una presentación en verso que buscaba conseguir el favor de la audiencia; luego se presentaban las tres jornadas o actos de la comedia, entre las que se intercalaban pequeñas piezas como entremeses, bailes o jácaras ; se finalizaba con una mojiganga tras la tercera jornada. 
En los corrales el decorado solía ser muy simple (algunas cortinas sencillas y un par de piezas de mobiliario) y los cambios de escena o lugar de la acción se indicaban a través del texto y se dejaban a la imaginación de los espectadores, como se puede ver en Los embustes de Fabia, de Lope de Vega: «Este es palacio: acá sale / Nerón, nuestro Emperador, / Que lo permite el autor / que desta industria se vale; / Porque si acá no saliera, / Fuera aquí la relación / Tan mala y tan sin razón / Que ninguno la entendiera.»
Con presupuestos escénicos herederos de los misterios medievales, en los corrales de comedia y los teatros isabelinos el escenario no era más que el lugar donde se realizaba la representación. Este tipo de teatros fueron reemplazados pronto por el teatro a la italiana, un espacio cerrado que se acabó implantando por toda Europa. 
El teatro moderno comenzó a tomar su forma como una estructura definida y cerrada durante el Renacimiento italiano, debido al interés en recuperar el clasicismo del teatro griego. Durante el Barroco se definieron los límites estructurales de la sala; el tablado se ubicó en la escena, tras el proscenio, diseñada por medio de telones laterales en perspectiva, una disposición que ha continuado hasta nuestra época. El propósito de estos cambios era acercar el público a la escena. Se introdujo la utilización de medios que provenían de la pintura, como telones laterales y bastidores, así como aparatos mecánicos que buscaban potenciar el componente visual del espectáculo.
Es un cambio que reflejaba un mundo distinto al medieval, donde la obra y lo narrado eran "revividos" por los actores entre un público que les rodeaba y participaba del ritual. La escena a la italiana respondía a un mundo científico que confiaba en las leyes de la perspectiva, al tiempo que respondía a un nuevo público que deja de participar para observar, el espectador. El nuevo teatro dejó de ser un ambiente único para dividirse en dos espacios, la sala y el escenario, separados y comunicados por el proscenio. Descorrido el telón, el escenario se presentaba como una escena ilusoria, una pintura animada apoyada en un notable desarrollo de la escenografía. Los profesionales italianos trabajaron por toda Europa, alcanzando gran sofisticación en la aplicación de la perspectiva, con complicadísimos juegos de planos y puntos de fuga.

## El teatro como espectáculo
Suele presentarse el teatro barroco como un todo homogéneo que se juzga en bloque, con un concepto creativo y unos supuestos básicos. Que «funcionan siempre en el mismo sentido y que se resumen en la defensa del absolutismo monárquico.El concepto del honor, el orgullo nacional y la ortodoxia religiosa.» Pero el teatro del barroco fue un espectáculo global y se convirtió en un negocio de distintas variantes.
Por un lado estaba el teatro popular, que se trasladó del espacio público a locales específicamente dedicados a ello, como los corrales de comedias en España o los teatros isabelinos en Inglaterra. En Madrid, las cofradías de socorro (instituciones de asistencia social que bajo advocación religiosa proliferaron conforme crecía la Villa convertida en corte real) consiguieron el monopolio de la gestión comercial del teatro popular, lo que contribuyó a su desarrollo debido a la utilidad pública de la beneficencia, permitiendo superar la reticencia de predicadores, eclesiásticos e intelectuales hacia el teatro comercial profano, que consideraban «una fuente de pecado y malas costumbres». Se trataba de un teatro narrativo; en ausencia de telón y escenografía, los cambios de localización y tiempo se introducían a través del texto y eran habituales largos soliloquios, apartes y discursos prolongados.
El uso de artificios visuales y decoración transformó la escena y hacia 1622 apareció en España el término «invención» para referirse a las representaciones donde predominaba el espectáculo visual sobre el texto, diferenciándose de la «vulgar comedia», la comedia de corral. Más adelante, las comedias donde el dramaturgo proporcionaba indicaciones expresas sobre decorado y estructura de la escena se denominaron «comedias de teatro», género ligado al desarrollo de técnicas y artes, especialmente el edificio y la maquinaria teatral que se creaba para su representación. En España, la comedia de teatro tuvo sus albores con la construcción de los primeros teatros de corte, especialmente el Salón de Comedias del Buen Retiro, comenzado en 1629 por el Conde duque de Olivares e inaugurado en 1632 o 1633. Arquitectos y escenógrafos de Italia trabajaron en España bajo el auspicio de Felipe IV; el edificio teatral, las maquinarias y tramoyas (tramoggie) inventadas por los italianos se llevaron al resto de países europeos (España, Francia y Austria principalmente).

## Los teatros nacionales europeos
El término barroco es aplicable a un estilo cultural que no estrictamente es literario, manifestación tanto de la Reforma católica como del absolutismo político de la época. Se puede hablar así de religión barroca, de matemáticas barrocas, del hombre, política, moral, sociedad y costumbres barrocos. Eugenio d'Ors, en sus diálogos de Pontigny, hablaba del Barroco como algo superior a un estilo histórico; para d'Ors, lo barroco sería un estilo de cultura, una constante histórica opuesta a lo clásico.
Una de sus manifestaciones más típicas fueron las fiestas y diversiones barrocas: festivales, espectáculos, óperas. En el aspecto literario resulta complicado, con excepción de España, donde el Barroco tuvo su realización más característica, hablar de teatro barroco en Europa. Los teatros nacionales, que se conformaron durante el siglo XVII, tienen características propias y diversas.

### Italia. LaCommedia dell'Artey la ópera

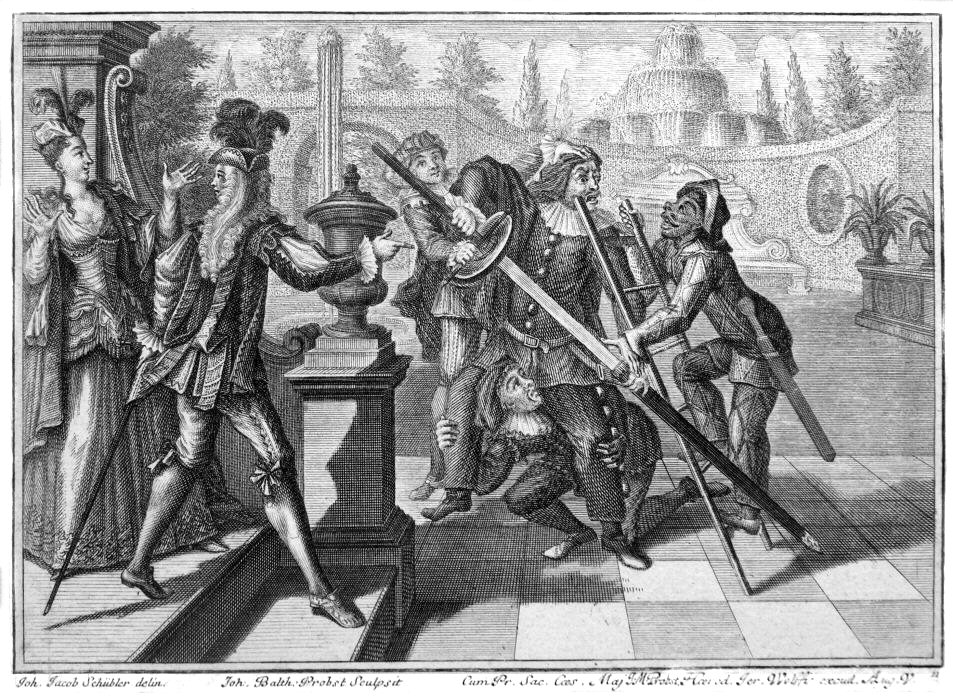
Grabado que muestra una representación de Comedia del arte, con Arlequín, Scaramouche, el Capitán y Mezzetino.

A mediados del siglo XVI se desarrolló en Italia la Commedia dell'Arte, que perduró hasta principios del XIX. Es un teatro popular basado en la improvisación de los actores en torno a un asunto dramático convencional, en el que se acaban desarrollando una serie de personajes codificados: Arlequín y Colombina son los criados de una pareja de amantes, generalmente llamados Florindo e Isabella, cuyo amor se encuentra obstaculizado por sus padres, algún «viejo libidinoso» (como Pantaleón o il Dottore) o por personajes similares.
Los actores de la comedia del arte eran mucho más cultos e instruidos de lo que pueda pensarse y de ello es testimonio su poesía, su correspondencia y tratados sobre técnicas representativas como el entrenamiento de la voz, el movimiento del cuerpo o la gestualización, que cambiaron el teatro moderno. La base de su éxito, que se extendió por toda Europa, estaba en la capacidad de los actores de captar lo que el público demandaba y recrear la acción dirigiéndola hacia ellos. De ese modo, la comedia del arte se convirtió en una forma teatral fija que perduró casi doscientos años, por puro deseo de un público que quería mantener viva esa relación única.
Los actores de las compañías de comedia del arte estaban ligados por contrato al capocómico, gerente, director, actor y en ocasiones también autor de las comedias que representaban. El scenario era un esquema de la trama, dividida en actos y escenas. Se señalaban claramente las entradas y salidas de los actores de la escena, cómo y por dónde debían ejecutarse, así como el resumen de lo que debían decir. También se incluían indicaciones sobre escenografía, vestuario y atrezo. El capocómico informaba y dirigía a los actores sobre el tono de la obra, las características del personaje que debían enfatizar, la puesta en escena y posición de los personajes en el escenario e incluso los lazzi, diálogos o gestos cómicos preestablecidos que debían utilizar. Una vez informados, los actores preparaban su papel recurriendo a su propio material y recursos.
En Florencia, un grupo de artistas e intelectuales comenzaron alrededor de 1580 a discurrir sobre el teatro griego y los aspectos técnicos de una adecuada representación del mismo. Se conoce como la Camerata del conde Bardi o la Camerata Florentina y pocos años después estaría en el origen de otra camerata, que se reunía hacia la última década del siglo XVI en el palacio de Jacopo Corsi, teórico teatral italiano. Esta segunda camerata, más radical e innovadora, buscaba imitar «la grandiosidad e impacto expresivo del espectáculo griego». Partiendo de los textos de Aristóteles y Platón, desarrollaron una estética teatral que giraba sobre los recursos expresivos de la voz en la declamación del texto poético y sobre el papel de la música como soporte y acompañamiento: «Subordinamos el número y la melodía a las palabras y no las palabras al número y a la melodía», decía Platón en La República.
Italia vio así el nacimiento de la ópera a principios del siglo XVII, de la mano de músicos como Giulio Caccini y Jacopo Peri, que aplicaron el estilo recitativo a sus composiciones en la confección de una serie de lo que denominaron «fábulas cantadas» en Florencia. La Dafne (1597-1598), L'Euridice (1600) e Il rapimento de Cefalo (1600) se consideran como las primeras óperas.
Miembros, discípulos y seguidores de esta segunda camerata llevaron sus principios por las cortes de toda Europa, que demandaban expertos escenógrafos y tramoyistas con conocimientos de perspectiva y construcción de teatros. El ulterior desarrollo de sus teorías dio origen a nuevos géneros musicales además de la ópera, como la semiópera y la zarzuela.
Las comedias españolas fueron bien acogidas en Italia, hasta el punto que la antigua Vía del Teatro dei Fiorentini de Nápoles (por entonces parte de la corona de España) llevaba para 1630 el sobrenombre de Via della commedia spagnola, y las compañías italianas adaptaron para su repertorio una buena cantidad de ellas. Eso facilitó que la comedia española perviviese en Europa, a través del repertorio de la Comedia del arte, hasta el siglo XIX. Lope de Vega y sus coetáneos habían incorporado elementos de la Commedia en su trabajo, como la división en tres actos, el equilibrio y la duplicación en la trama y en los papeles de los personajes, así como una acción rápida centrada en vencer, con ayuda de astutos criados, los obstáculos del amor de unos jóvenes. 
Entre el extenso listado de obras españolas adaptadas están Il convitato di pietra (El burlador de Sevilla y convidado de piedra, atribuida a Tirso de Molina), Il Medico di Suo Honore (El médico de su honra) y La Dama demonio (La dama duende) de Calderón, La bella brutta (La hermosa fea) y Il Castico della disonesta moglie (El castigo del discreto) de Lope de Vega o Non può essere (No puede ser, de Agustín Moreto). Los componentes trágicos propios del teatro español, que no eran del gusto del público italiano, eran minimizados o eliminados de la obra, al tiempo que se dilataban o introducían situaciones cómicas que permitieran la aparición de los personajes y máscaras propios, como Pulcinella o el Dottore.

### El clasicismo francés. La Comédie-Française

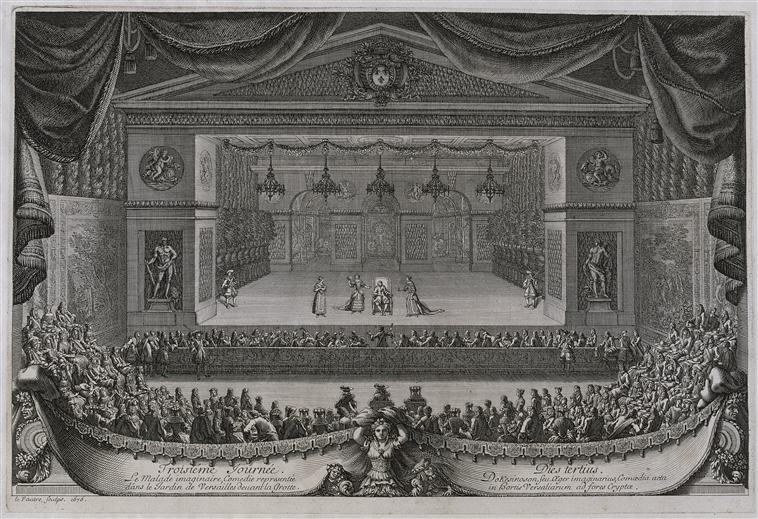
Grabado que muestra una representación de El enfermo imaginario de Molière en los jardines del Castillo de Versalles, parte de una fiesta dada por Luis XIV para celebrar la reconquista del Franco Condado en 1674. El denominado Rey Sol utilizaba el arte, la arquitectura y el teatro para llamar la atención hacia su monarquía.

Mientras Italia y España desarrollaban el Barroco, en Francia la tardía influencia del Renacimiento condujo a sus dramaturgos, dependientes del patrocinio real de Luis XIV, a desarrollar un teatro clasicista que se dirigía a una audiencia privilegiada. 
Autores como Molière, Racine y Pierre Corneille se pronunciaron a favor de los preceptos clásicos del teatro y la regla de las tres unidades dramáticas, basados en los comentarios que Ludovico Castelvetro hiciera en 1570 sobre la Poética de Aristóteles. 
Los temas de muchas de sus obras procedían directamente de fuentes griegas y romanas, como la Fedra de Racine, que sigue la trama del Hipólito de Eurípides. Molière, el dramaturgo más estrechamente ligado a la Comédie-Française, se dedicó a la comedia, satirizando sobre la vida religiosa y social. 
No obstante, Francia no se mantuvo del todo al margen del Barroco europeo y la obra de dramaturgos como Corneille acusa la influencia del teatro barroco español. Se dio así el Debate de los antiguos y los modernos (Querelle des Anciens et des Modernes), entre los partidarios del clasicismo y una generación de dramaturgos (la Generación de 1628) que defendían la libertad creadora y el respeto al gusto del público.
En 1680 Luis XIV fundó la Comédie-Française, compañía nacional francesa de teatro, al unir las compañías teatrales del Hotel de Borgoña y del Hotel de Guénégaud, que a su vez era una fusión ordenada por el rey de la del Marais con El ilustre teatro de Molière, a la muerte de este. El rey reunió así una compañía de veintisiete comediantes (hombres y mujeres) escogidos por su excelencia, a los que otorgó el monopolio de las representaciones en francés en París y sus arrabales. En su repertorio inicial figuraban las obras de Molière, Corneille y Racine, así como Rotrou y Scarron. Se instaló inicialmente en el Faubourg Saint-Germain y competía especialmente con la Comédie Italienne (comedia italiana), una compañía italiana radicada en París especializada en representaciones de la Comedia del arte. De esta oposición surgió la acuñación de su nombre.
Especialmente entre 1640 y 1660, la comedia española tuvo un papel de renovación muy importante en el teatro francés; La dama duende inició la representación de comedias de capa y espada en el teatro francés y, en esas dos décadas, diez comedias de Calderón sirvieron de modelo para veintidós obras teatrales francesas. 
Enmarcada en el debate de los antiguos y los modernos, de Corneille es también Le Cid (1637), protagonista de una de las polémicas más célebres de la historia literaria de Francia, la Querelle du Cid. Pese a su gran éxito de público (se trata de una de las obras más aplaudidas del siglo XVII francés), Le Cid fue fuertemente criticada por no respetar los preceptos clásicos, especialmente la verosimilitud, el decoro y la finalidad educativa.

### El Renacimiento inglés. Teatro isabelino y comedia de la Restauración

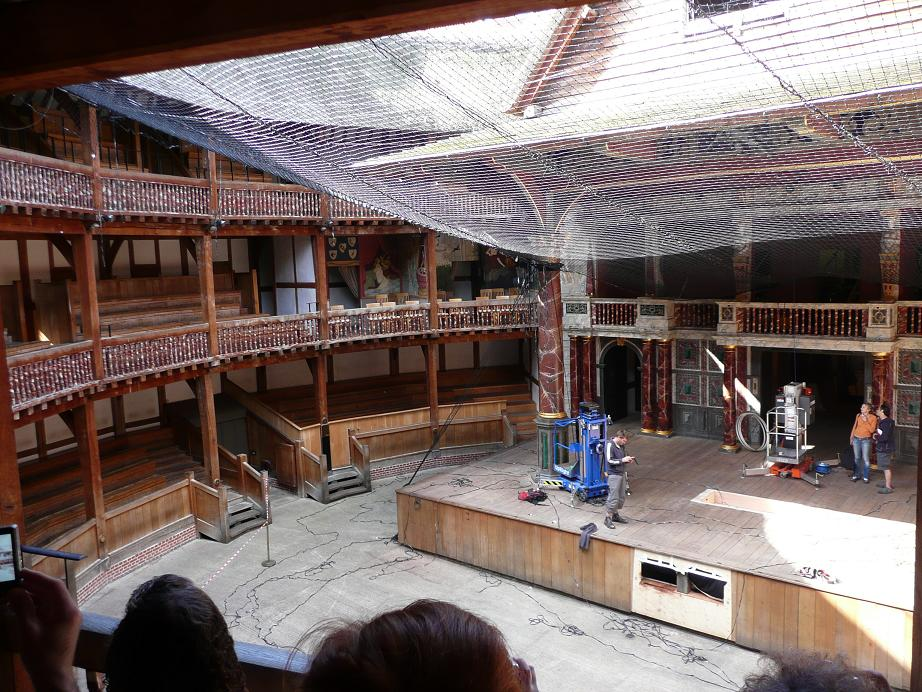
El teatro The Globe en la actualidad. Los teatros isabelinos presentaban una forma circular, con el escenario en el centro, ofreciendo tres de sus lados al público. Eran muy parecidos a los corrales de comedias españoles.

El siglo XVII vio en Inglaterra un desarrollo espectacular del teatro, que llegaría a su máximo esplendor bajo la influencia del reinado de Isabel I y de sus sucesores Jacobo I y Carlos I. La influencia renacentista fue tardía en Inglaterra, por lo que no suele hablarse de teatro barroco en la literatura inglesa del XVII, sino del teatro isabelino y de la comedia de la Restauración.
El teatro isabelino abarca un período que transcurre, en un sentido laxo, entre mediados del siglo XVI y mediados del XVII. Mientras el resto de Europa desarrollaba preceptos a partir de la poética aristotélica, en Inglaterra continuaba vigente su rica tradición de teatro popular medieval, que se alimentó de las novedades de la época. Ubicado en las afueras de Londres en convivencia con tabernas o prostíbulos el teatro se convirtió, pese a la oposición del puritanismo, en una actividad comercial organizada de la que disfrutaban por igual todos los estratos sociales. Los comediantes se transformaron en profesionales e inversores de los teatros y se formaban compañías con el mecenazgo de algún noble o incluso de la reina Isabel o su sucesor, Jacobo I. Como sucedió en España, el teatro popular trasladó el escenario de las plazas a edificios especialmente destinados al espectáculo dramático, salas públicas y privadas; entre los primeros teatros construidos en Londres en las últimas décadas del siglo XVI se cuentan The Theatre (El Teatro), The Curtain (El Telón), The Swan (El Cisne), The Globe (El Globo) y The Fortune (La Fortuna). Entre los dramaturgos de la época isabelina cabe destacar a Christopher Marlowe (1564-1593), a quien se reconoce como iniciador de la nueva técnica teatral que utilizaría y puliría posteriormente William Shakespeare, máximo exponente de la literatura inglesa y uno de los más célebres escritores de la literatura universal.
En 1642, al inicio de la guerra civil inglesa, la facción puritana del parlamento inglés, hostil a los teatros, ordenó su clausura, que se mantuvo por dieciocho años hasta la Restauración monárquica en 1660, abriendo paso a la comedia de la Restauración, de carácter popular, libertino, frívolo y extravagante en la que destaca el personaje del libertino o wild gallant. Bajo el reinado de Carlos II, conocido como the Merry Monarch (el rey alegre), se desarrolló en Inglaterra un tipo de obra teatral, el espectáculo de la Restauración (conocido también como ópera inglesa) que seguía las propuestas italianas mediante el uso de música, danza, tramoyas y efectos especiales que estuvieron en los orígenes de la ópera.

### Teatro en alemán en elsigloXVII
El teatro alemán del siglo XVII no realizó grandes aportes, especialmente en relación con el extraordinario desarrollo en el contexto europeo. El teatro académico de tradición clásica persistía; el teatro de los jesuitas sólo estrenaba piezas en latín y los comediantes que llegaban de Inglaterra e Italia actuaban en su propia lengua. Se trataba de compañías ambulantes que, desde fines del siglo XVI actuaban por toda Europa. Desde 1604 actuaron también en lengua alemana y para cuando acabó la guerra de los Treinta Años (1648) habían perdido el nombre de «comediantes ingleses». Sus representaciones se basaban más en la improvisación alrededor de personajes que en el texto escrito de autores destacados. El dramaturgo alemán más conocido podría ser Andreas Gryphius (1616-1664); tomando como modelo el teatro de los jesuitas, al neerlandés Joost van den Vondel y a Corneille, tocó los temas de la fortuna y la vanidad. Cabe mencionar también a Johannes Velten (1640-1693), cuya compañía de teatro ambulante se cuenta entre las más importantes del siglo XVII, combinando la tradición de los comediantes ingleses y la comedia del arte con el teatro clásico de Corneille y Molière.
Según Walter Benjamin, el drama barroco alemán o Trauerspiel hunde sus raíces en una mala lectura medieval de la obra de Séneca y en la obsesión también medieval del Cristianismo por la mortificación de la carne, mero depósito del espíritu. Se caracteriza más por el lamento que por la tragedia, por ser más inmanente que trascendente; frente al héroe mítico de la tragedia el Trauerspiel se centra en la figura histórica del monarca como tirano o mártir.
Cabe mencionar también las Haupt und Staatsaktionen, un género específico alemán que consistía en versiones populares de los dramas cultos desarrollados en Austria y el sur de Alemania en los siglos XVII y XVIII. El término Haupt indica que se trata de la representación principal, para diferenciarla de representaciones secundarias (Nachspiel) semejantes al entremés del barroco español; el término Staat se refiere al carácter histórico-político de las obras, por tratar sobre el «Estado» y por la aparición de personajes e intrigas de la corte; Staat, por otro lado, significa también «pompa» y «majestuosidad».

## Teatro clásico hispano en el Siglo de Oro por Lope de Vega
El teatro hispano del Barroco contentaba al público con una realidad idealizada, en la que se manifiestan fundamentalmente tres sentimientos: el religioso católico, el monárquico y patrio y el del honor, procedente del mundo caballeresco.
Suelen apreciarse dos periodos o ciclos en el teatro barroco español, cuya separación se acentuó hacia 1630; un primer ciclo cuyo principal exponente sería Lope de Vega y en el que cabe mencionar también a Tirso de Molina, Gaspar de Aguilar, Guillén de Castro, Antonio Mira de Amescua, Luis Vélez de Guevara, Juan Ruiz de Alarcón, Diego Jiménez de Enciso, Luis Belmonte Bermúdez, Felipe Godínez, Luis Quiñones de Benavente o Juan Pérez de Montalbán; y un segundo ciclo, del que sería exponente Calderón de la Barca y que incluye a dramaturgos como Antonio Hurtado de Mendoza, Álvaro Cubillo de Aragón, Jerónimo de Cáncer y Velasco, Francisco de Rojas Zorrilla, Juan de Matos Fragoso, Antonio Coello y Ochoa, Agustín Moreto o Francisco de Bances Candamo. 
Se trata de una clasificación relativamente laxa, puesto que cada autor tiene su propio hacer y puede en ocasiones adherirse a uno u otro planteamiento de la fórmula de la comedia nueva establecida por Lope. La «manera» de Lope es quizá más libre que la de Calderón, más sistematizada.

### La comedia nueva
Félix Lope de Vega y Carpio (1562 – 1635) fue el creador de una nueva fórmula dramática que conformaría el teatro clásico español del Siglo de Oro. Quedó establecida en 1609 con su Arte nuevo de hacer comedias en este tiempo, que escribiera en verso blanco, salpicado de pareados, para una academia literaria. La comedia nueva rompía con las tres unidades aristotélicas de acción, tiempo y lugar, que propugnaba la escuela de poética italiana, al tiempo que lo hacía con una cuarta unidad también esbozada en Aristóteles, la de estilo, mezclando en una misma obra elementos trágicos y cómicos o valiéndose de distintos tipos de verso y estrofa según lo que se representaba.
El nombre de comedia nueva tomaba como precedente el surgimiento de la comedia nueva en la antigua Grecia (siglo IV). Lope da a entender que su propuesta es una superación de fórmulas del siglo XVI, la comedia antigua, identificada ampliamente con el entremés y ejemplificada en el teatro de Lope de Rueda. En la comedia nueva Lope sintetizó elementos diversos: las formas artísticas y temas de la tradición cortesana se unían a los valores literarios y retóricos y la disciplina del teatro clasicista, al tiempo que incorporaba elementos de la Commedia dell'Arte italiana, como la vocación populista y algunas figuras asimilables a estereotipos propios, como el gracioso o el soldado fanfarrón.
El Fénix de los ingenios, como llamaban a Lope de Vega, dijo que «los grandes escritores no están sometidos a reglas». El teatro español del Siglo de Oro abrazó la libertad de inspiración al tiempo que rechazaba las constricciones formales del clasicismo europeo, entregándose a satisfacer el gusto del público. Esto dificulta la clasificación de géneros en el teatro barroco español, cuestión que ha sido objeto de extensos debates. 
«Lo trágico y lo cómico mezclado [···] harán grave una parte, otra ridícula; / que aquesta variedad deleita mucho.» 
La libertad formal se expresa también a través del uso que hicieron los dramaturgos de distintos tipos de verso y estrofas como recurso expresivo. El romance servía para narrar hechos, y la octava real para narraciones más descriptivas; los sonetos en las esperas y los monólogos introspectivos, o décimas para los lamentos y quejas; para los diálogos, redondillas y quintillas. Los versos predominantes eran el octosílabo y algo menos el endecasílabo.
Varias indicaciones del Arte nuevo de hacer comedias se refieren al público y al modo de despertar y mantener su interés. Lope divide la trama en tres actos, indicando que la acción principal debe comenzar directamente y sin demora, al tiempo que se mantenga la tensión hasta el final de la misma, «porque sabiendo el vulgo el fin que tiene, / vuelve el rostro a la puerta...»
La comedia lopesca otorgaba un papel secundario a los aspectos visuales de la representación teatral, que descansaban sobre el propio texto: «Oye atento, y del arte no disputes; / que en la comedia se hallará de modo, / que oyéndola se pueda saber todo.» 
Aunque Lope tenía un buen conocimiento de las artes plásticas, no dispuso durante la mayor parte de su carrera ni del teatro ni de la escenografía que se desarrolló posteriormente. 
Al teatro de corrales, con su modesta decoración y maquinaria le sucedieron teatros como el del Buen Retiro en Madrid, con cuatro escenarios permanentes. 
Frente a los cambios que se fueron produciendo en la escena española a partir de la tercera década del siglo XVII, Lope expresó su desagrado hacia las nuevas técnicas teatrales que otorgaban a lo visual un papel preponderante.
Fray Gabriel Téllez, más conocido por su pseudónimo Tirso de Molina (1579 - 1648) fue, junto a Lope de Vega y Calderón, uno de los tres dramaturgos más importantes de la España del Siglo de Oro. Fraile de la Orden de la Merced, tuvo problemas durante su vida por «el escándalo que causa un fraile mercedario [···] con comedias que hace profanas y de malos incentivos y ejemplos». Su obra, que destaca por su sutil inteligencia y por una profunda comprensión de la humanidad de sus personajes, puede considerarse un puente entre la primitiva comedia lopesca y el más elaborado drama calderoniano. Aunque parte de la crítica discute su autoría, Tirso de Molina es conocido sobre todo por dos obras magistrales, El condenado por desconfiado y El burlador de Sevilla, principal fuente del mito de Don Juan.

### Las invenciones y la comedia de teatro
La llegada a Madrid de Cosme Lotti (1571 - 1643) llevó a la corte española las técnicas teatrales más avanzadas de Europa. Sus conocimientos técnicos y mecánicos se aplicaron en exhibiciones palaciegas llamadas «fiestas» y en «fastuosos despliegues sobre ríos o fuentes artificiales» denominados «naumaquias», que se solían celebrar en Florencia sobre el Arno o en el palacio Pitti. Tuvo a su cargo los diseños de los jardines del Buen Retiro, de la Zarzuela y de Aranjuez y la construcción del edificio teatral del Coliseo del Buen Retiro.
Este nuevo tipo de teatro palaciego de origen italiano dio en llamarse invención. La primera invención de que se tiene noticia fue La gloria de Niquea, del conde de Villamediana, representada para la corte en Aranjuez en 1622, en un teatro provisional a imitación del Teatro Olímpico de Vicenza instalado en una isla del río Tajo. 
Pese a su rechazo manifiesto por la estética italiana, las exigencias de la corte llevaron a Lope a escribir La selva sin amor, que fue representada en 1627 en el Real Alcázar de Madrid, con escenografía del mismo Lotti. Con «libretto de Lope de Vega y con música de autor incierto, probablemente italiano», La selva sin amor es considerada por Menéndez y Pelayo, así como por otros estudiosos de los principios de la ópera, la primera ópera representada en España. En este ambiente de experimentación e intercambio, donde las fórmulas lopescas se veían desplazadas por el afianzamiento del teatro palaciego y el nacimiento de nuevos conceptos, es en el que comenzó la carrera como dramaturgo de Pedro Calderón de la Barca (1600 - 1681). Su primera obra conocida, Judas Macabeo, es de alrededor de 1623.
En un primer ciclo, el teatro de Calderón estuvo marcado por las innovaciones de la comedia nueva lopesca. Su segundo estilo marcó algunas diferencias, con un mayor cuidado constructivo y mayor atención a su estructura interna, que se percibe en una mayor concentración de la acción dramática y la selección de personajes nucleares donde enfocar la fuerza dramática. Las distintas tramas confluyen, explican y complementan el tema principal. Sus obras alcanzaron una gran perfección formal, un lenguaje más lírico y simbólico. La libertad, el vitalismo y la espontaneidad lopesca dieron paso en Calderón a la reflexión intelectual y la precisión formal. En sus comedias predominan la intención ideológica y doctrinal sobre las pasiones y la acción, e hizo que el auto sacramental alcanzase sus más altas cotas.
La comedia de teatro podría considerarse un género distinto de la comedia nueva lopesca. Se trata de un género «politécnico, multiartístico, híbrido en cierta manera». A los cambios estructurales que el énfasis en el aspecto visual demandaba, se unía la imbricación del texto poético con medios y recursos procedentes de la arquitectura, la pintura y la música. El texto dramático se liberó en la comedia de teatro de la descripción, que en la comedia lopesca suplía la falta de decorados, y se limitó al diálogo de la acción.
Se trata de una estética opuesta a la de Lope. Si para Lope el cuerpo del teatro (el escenario y todo lo que rodea al texto) es una distracción accesoria que disminuye y eclipsa al poema, para Calderón se trata de un aspecto primordial de la representación que complementa y da sentido al texto poético. 
Entre 1630 y 1640, aproximadamente, estos dos modos de entender el teatro convivieron y se enfrentaron, y los dramaturgos de la época oscilaban entre ellos.

### El teatro musical
El teatro musical es una de las más genuinas expresiones del Barroco y los dramaturgos del Siglo de Oro le otorgaron gran importancia, tanto que surgieron géneros únicos y distintos en los que música y literatura formaban un todo, principalmente la ópera y la zarzuela. 
El uso de música y canciones en el teatro se remonta a la más antigua tradición dramatúrgica. Villancicos, salmos, canciones, coplas, folías... formaban parte del repertorio musical del teatro español renacentista, como puede apreciarse en el Códice de Autos Viejos, datable hacia el tercer cuarto del siglo XVI. A partir de mediados del siglo XVII las canciones, que ya formaban parte del repertorio teatral, se vieron influidas por el nuevo estilo italiano de melodía y bajo continuo de la incipiente ópera, desarrollado por músicos y teóricos de la Camerata Florentina como Vincenzo Galilei, Giulio Caccini o Claudio Monteverdi. Grandes tramoyistas italianos como Cosme Lotti o Baccio del Bianco trabajaron en Madrid para la corte española y las primeras invenciones (como La Gloria de Niquea del Conde de Villamediana) allanaron el camino para que a finales de la década de los veinte se estrenará La selva sin amor (1627), con libreto de Lope de Vega, considerada la primera ópera española. Se representó en palacio, con una complicada escenografía a cargo de Lotti. Algunos estudiosos, sin embargo, consideran que no se puede hablar de ópera española hasta La púrpura de la rosa, escrita por Calderón de la Barca en 1659. Louise K. Stein considera las óperas calderonianas como hechos aislados dentro de un género intermedio, la semiópera, de cuya aparición en España responsabiliza a Calderón, con obras como La fiera, el rayo y la piedra (probablemente de 1652), Fortunas de Andrómeda y Perseo (1653), Fieras afemina amor (1671) o La estatua de Prometeo (1670 o 1674). Se trataba de obras cortesanas de tema mitológico que incluían escenas operísticas, sin ninguna intervención hablada. Tanto las semióperas calderonianas como las zarzuelas jugaban con ventaja frente al género operístico, por las mayores exigencias de éste en cuanto a tiempo de preparación y ensayo.
La zarzuela es el género dramático musical más específico de la tradición española y, a diferencia de la ópera y de la semiópera, gozó de continuidad tras el Siglo de Oro. Se trata, en un sentido amplio, de representaciones teatrales donde se combinan, en proporciones variables, el canto con el diálogo, una alternativa más flexible y menos ambiciosa que las semióperas calderonianas. Su nombre procede del Palacio de la Zarzuela, un pabellón de caza cercano a Madrid donde se ofrecieron las primeras representaciones del género. El género evolucionó en el siglo XVIII, pasando de la corte al teatro público, paralelamente a la reconversión de los corrales de comedia en teatros cerrados, que permitió el desarrollo de la escenografía y tramoya necesaria para este tipo de obras.

### Lafiesta teatral
Las veladas teatrales del Barroco, fueran en los teatros de corrales o en los escenarios cortesanos, no consistían como actualmente en la representación de una sola pieza u obra; se trataba de toda una fiesta teatral, una sucesión de piezas de distintos géneros entre los que ocupaba un papel primordial la comedia. Estas sesiones seguían una estructuración fija en la que piezas menores de distintos géneros se intercalaban entre los actos del drama principal, normalmente una comedia o un auto sacramental. Estos géneros se diferenciaban básicamente en su función dentro de la representación, y en el mayor o menor peso del componente cantado, bailado o representado.
Iniciaba la sesión una introducción musical, tras lo cual se realizaba una loa, un género teatral breve cuyo fin era «establecer un primer contacto entre el público y la comedia». La loa se fue independizando de la comedia a la que precede, y se utilizaba para elogiar la ciudad donde se representaba la obra, para solicitar silencio en el público, etc. Es el género más funcional de la fiesta teatral barroca, dedicado a permitir el acomodo del público y captar su atención inicial. Tras la loa se representaba el primer acto o jornada de la comedia principal.
Entre el primer y el segundo acto de la comedia se representaba un entremés, género en el que destacaron Miguel de Cervantes y Quiñones de Benavente. Era una obra cómica en un solo acto, de carácter satírico y jocoso, fuertemente relacionado con «el desorden y la inversión de los valores» del carnaval.
Entre el segundo y el tercer acto se intercalaba un baile, un «intermedio literario en el que además entran como elementos principales la música, el canto y, sobre todo, el baile propiamente dicho [···], que le dio nombre». Había dos tipos principales de baile, el bailete, que era una «especie de giga o jotica burlesca», y la seguidilla. Otros bailes y danzas eran la pavana, la gallarda, la zambra, la zarabanda... 
Estos bailes fueron objeto de fuertes críticas por los sectores más conservadores de la sociedad en el siglo XVII.
Tras el tercer acto venía el fin de fiesta. La jácara era una pieza breve, colorista y viva, que reproducía «la lengua y las acciones de personales de mala vida», cuyo origen está en canciones de arraigo popular. El público disfrutaba con las picardías y travesuras que se contaban en ellas, y ese tono característico aparecía bajo distintas variaciones: jácaras dialogadas, entremesadas, bailadas... A veces se intercalaban jácaras en los entremeses y bailes que se hacían en el siglo XVII. La mojiganga era una pieza breve de corte y origen carnavalesco, con un tema grotesco y personajes disfrazados, frecuentemente de animales, con máscaras extravagantes y música estrepitosa.
La fiesta teatral barroca pervivió, con ligeras variaciones, durante los dos primeros tercios del siglo XVIII. Las piezas intermedias evolucionaron al sainete y la tonadilla al tiempo que los antiguos corrales eran substituidos por teatros estables. 
Las comedias del Siglo de Oro, especialmente el teatro de Calderón, que supusieron el 20 por ciento de los títulos en cartel hasta 1780, siguieron formando parte importante del repertorio teatral en España. Otros autores, como el mismo Lope de Vega, Tirso de Molina, Guillén de Castro o Alarcón eran representados puntualmente.

### El auto sacramental
El día del Corpus Christi, los municipios de las ciudades españolas organizaban una fiesta que tras recorrer sus calles, culminaba en la representación de un auto sacramental. En la procesión desfilaban los denominados carros, complicados y costosos escenarios ambulantes en los que iban montadas la escenografía y tramoya de las diferentes escenas. Llegada la procesión a la plaza designada, se disponían los carros y se desarrollaba la representación del auto.
La definición del auto sacramental como género literario no resulta fácil; una definición tradicional sería «pieza dramática dispuesta en una sola jornada y referente al misterio de la Eucaristía, o escrita para su representación en la festividad del Corpus Christi». No obstante, en España era costumbre y casi rito desde mediados del siglo XIII este tipo de representaciones dramáticas de temática sacra, entre ellas misterios o moralidades que no son consideradas autos sacramentales. Lope de Vega dijo en una loa que introducía el auto El dulce nombre de Jesús: «¿Y qué son autos? Comedias a honor y gloria del Pan que tan devota celebra esta coronada villa, porque su alabanza sea confusión de la herejía y gloria de la fe nuestra, todas de historias divinas». Algunos estudiosos consideran imprescindible el carácter alegórico de la pieza, propio de los autos de Calderón, quien llevó a su más alto exponente el género: «Sermones puestos en verso, en idea representable, cuestiones de la Sacra Teología, que no alcanzan mis razones a explicar ni comprender, y al regocijo dispone con aplauso de este día».
El uso de la alegoría permitía al autor representar ideas abstractas: el Pensamiento, la Envidia, la Idolatría... tomaban cuerpo y voz en los actores que los interpretaban. El aparato audiovisual del nuevo teatro a la italiana se puso al servicio de la doctrina a través de los autos sacramentales. La compleja escenografía requería la colaboración de técnicos, maquinistas, carpinteros... que debían dar forma a las indicaciones, reunidas en las llamadas Memorias de apariencias, que algunos autores dejaban escritas. La temática sacra se vestía de los recursos del teatro profano a los que estaba acostumbrado el público, lo que contribuyó a la popularidad del género.

## El teatro barroco en Hispanoamérica
Hacia la segunda mitad del siglo XVI en la mayor parte de Hispanoamérica el teatro estuvo generalmente en manos de aficionados, con manifestaciones de teatro religioso, popular, el teatro escolar culto y humanista o los festejos privados o públicos. El teatro profesional, esporádico y representado por compañías itinerantes, no se normalizaría hasta el surgimiento de teatros estables en el último cuarto del siglo XVIII. Las capitales de los virreinatos de Nueva España y el Perú, México y Lima, adquirieron el carácter de cortes y concentraron en ellas la vida cultural que se difundió hacia otras regiones.
Siguiendo la evolución marcada desde España, a finales del siglo XVI las compañías de comediantes, esencialmente trashumantes, comenzaron a profesionalizarse. En los virreinatos aparecían grupos mejor organizados y con un mayor repertorio, que con algo de capital que les permitiese la adquisición de licencias virreinales alcanzaban cierta respetabilidad, así como los primeros corrales abiertos al público. En la Ciudad de México funcionaba en 1587 una «casa de farsas» donde tenía cierto éxito la compañía del sevillano Gonzalo de Riancho, y en 1597 se abrió la Casa de Comedias de Francisco de León; hacia 1598 se inauguró en Lima el primer Corral de Santo Domingo, por el autor de comedias Francisco de Morales. Con la profesionalización vino la regulación y la censura; en 1601 el Virrey de Nueva España, Gaspar de Zúñiga Acevedo y Velasco, Conde de Monterrey, promulgó un primer reglamento, destinado a los dos corrales de comedias de la Ciudad de México que ordenaba, entre otras disposiciones de enfoque moral, que las obras fueran examinadas a priori por el Provisor del arzobispado. Al igual que en Europa, el teatro oscilaba entre la tolerancia e incluso protección del gobierno y el rechazo (con excepciones) o incluso la persecución de la Iglesia. El teatro resultaba útil a las autoridades como instrumento de difusión del comportamiento y modelos deseados, el respeto al orden social y a la monarquía, escuela del dogma religioso.
Los corrales se administraban en beneficio de hospitales que compartían los beneficios de las representaciones. El Hospital Real de Naturales de México, en cuyo claustro estuvo el Real Coliseo de México desde fines del siglo XVI hasta 1725, se quedaba en el siglo XVII con el producto de las entradas de aposentos y bancas de Luneta; en el Coliseo de Puebla pagaban seis pesos por cada comedia al Hospital de San Roque, y cuatro por las que representaban en otros locales; en Lima, el Hospital de San Andrés alquilaba en 1652 su corral por 5000 patacones. Las compañías itinerantes (o «de la legua»), que llevaban el teatro por las regiones que no disponían de locales fijos, en tablados improvisados al aire libre, precisaban una licencia virreinal para poder trabajar, cuyo precio o pinción era destinado a limosnas y obras piadosas.
Para las compañías que trabajaban de forma estable en las capitales y ciudades importantes una de sus principales fuentes de ingresos era la participación en las festividades del Corpus Christi, que les proporcionaba no solo beneficios económicos, sino también reconocimiento y prestigio social. Aunque posteriormente se le reembolsaba, el autor (entendido como el director de la compañía) realizaba la inversión inicial, que por su producción y vestuario eran costosos y de primera calidad, puesto que para el Cabildo de la ciudad era cuestión de honor que la fiesta saliera adelante con dignidad y brillantez. También las representaciones en el palacio virreinal y las mansiones de la aristocracia eran una importante fuente de trabajo, bien pagada y prestigiosa. Presentaban tanto las comedias de su repertorio como producciones especiales con grandes efectos de iluminación, escenografía y tramoya.
Con las colonias asentadas y sus territorios suficientemente delimitados, durante el siglo XVII la penetración cultural española fue cada vez más intensa: se impusieron estrictas normas político administrativas, la Inquisición garantizaba una rígida ortodoxia católica y el Barroco, que iniciaba en España una etapa de máximo esplendor literario, se expandía como estilo en Hispanoamérica. El Barroco, que compartía rasgos esenciales con la visión estética y religiosa indígena, como la exuberancia verbal o el gusto por la fábula y la alegoría, fue aceptado con mucha facilidad y tuvo una prolongada vigencia en América.
Nacido en el virreinato de Nueva España aunque asentado posteriormente en España, Juan Ruiz de Alarcón (1580 o 1581 - 1639) es la figura más destacada del teatro barroco novohispano. Pese a su acomodo a las normas de la nueva comedia de Lope, se han señalado su «marcado laicismo», su discreción y mesura y una agudísima capacidad de «penetración psicológica» como características distintivas de Alarcón frente a sus coetáneos españoles. Cabe destacar entre sus obras La verdad sospechosa, una comedia de caracteres que reflejaba su constante propósito moralizante: «¡Qué engañado pensamiento! Sólo consiste en obrar como caballero, el serlo. ¿Quién dio principio a las casas nobles? Los ilustres hechos de sus primeros autores. Sin mirar sus nacimientos, hazañas de hombres humildes honraron sus herederos. Luego en obrar mal o bien está el ser malo o ser bueno.»
Además de su obra lírica y en prosa, la producción dramática de Sor Juana Inés de la Cruz (1651-1695) la sitúa como segunda figura del teatro barroco hispanoamericano, considerando a Ruiz de Alarcón: dieciocho loas, tres autos, tres letras cantadas, dos comedias, dos sainetes y un fin de fiesta o sarao, entre las que cabe mencionar el auto sacramental El divino Narciso y la comedia Los empeños de una casa. Para la representación escribió una loa, tres letras cantadas, dos sainetes y la comedia, que constituyen por sí solos «un muestrario total del teatro barroco mexicano».
Cabe mencionar la Comedia de San Francisco de Borja (1640) del padre Matías de Bocanegra, de indudable influencia calderoniana (La vida es sueño había sido publicada pocos años antes), una de las más hermosas piezas del teatro barroco mexicano. También La Segunda Celestina (también conocida como El encanto es la hermosura y el hechizo sin hechizo), dejada inconclusa a mitad del tercer acto por el español criado en México Agustín de Salazar y Torres (1642-1675) y terminada por Sor Juana Inés de la Cruz.
Del virreinato del Perú puede mencionarse a Pedro de Peralta y Barnuevo (Lima, 1664-1743), que cultivó un teatro eminentemente culterano y acabó abriendo camino a una nueva época con dos fines de fiesta inspirados en El enfermo imaginario y Las mujeres sabias de Molière.

### Teatro musical breve
El teatro musical breve estaba conformado por expresiones músico-teatrales tales como: tonadillas, sainetes, seguidillas, entremeses, zarzuelas, etc. Estas expresiones escénico-musicales se presentaban generalmente entre los actos de las obras teatrales, principalmente comedias a manera de intermedios. Se sabe que fueron piezas muy populares tanto en el teatro español como en el novohispano ya que tenían la fama de ser piezas jocosas, alegres y cómicas, además de que involucraban aspectos de la vida cotidiana. Dichos géneros compartían entre sí ciertas características tanto en España y por consiguiente en la Nueva España. Eran obras de menor extensión en comparación con los géneros considerados como mayores, como las comedias, tragedias, dramas, etc. Estaban cargadas de un acontecer cotidiano, político y social, es decir, reflejaban el ambiente de la época, pero además, con un fuerte carácter humorístico y cómico, quizás esto las posicionó como géneros favoritos de las clases populares. También lo que distingue a estas piezas es la presencia de la música como elemento central.  

### El Coliseo, un lugar de encuentro
En el siglo XVIII uno de los lugares reglamentados para representar obras teatrales fue el Coliseo de cada ciudad. La asistencia, organización y comportamiento dentro del Coliseo era más o menos igual en varias ciudades.  A las obras de teatro concurrían todo tipo de personajes, desde el virrey acompañado de su esposa, algunos altos funcionarios, criollos, mestizos, etc. El lugar privilegiado y el mejor posicionado en el teatro o Coliseo era para el virrey y gente cercana a él, así sucesivamente entre más alejado estuviera del escenario menor era el rango. Existían diversos pisos, generalmente el último era asignado a los grupos menos favorecidos, más arriba se hallaba la galería o “cazuela” donde se dividían a hombres y mujeres, de este lugar provenía en buena medida el desorden y escándalo, también de ahí provenían los gritos, aplausos o chiflidos y en ocasiones hasta alguna basurilla que arrojaban a los palcos de más abajo. El barullo de las personas era una constante a lo largo de la obra, se podía escuchar cualquier tipo de conversaciones desde las pláticas personales, los chismes de las señoras, las riñas de los caballeros, la compra venta de golosinas, fritangas, etc.
Una denuncia que hace el padre Agustín Rotea en 1772 respecto a una comedia que se presentó en el Coliseo de la Ciudad de México ilustra muy bien los temas que se solían representar: 

Se suele representar en este Coliseo una comedia intitulada Los celos en vizcaíno y el Amor en Francés, la cual tiene una pintura muy viva y por consiguiente muy torpe, de una mujer desnuda, y otro pasaje torpísimo en que se dice abiertamente que la vizcaína entra a rendir su honor al francés, de tal modo que es preciso que mientras están ocultos tras la cortina, o cancel, se le ofrezca a los espectadores unas ideas obscenísimas.

De acuerdo con Emilio Cotarelo y Mori la obra por lo regular se iniciaba con un tono que cantaban los músicos acompañados de instrumentos como guitarras, vihuela y arpa; posteriormente se presentaba una loa o alabanza (en el caso de que fuera una obra dramática), esta era un tipo de preludio o introducción; después comenzaba la primera jornada de la obra principal; luego el entremés o paso, eran piezas jocosas y chuscas que servían de intermedio y generalmente tenían el objetivo de divertir a la concurrencia; proseguía la segunda jornada de la obra; posteriormente la tonadilla o el baile los cuales eran intermedios músico-literarios en el que entraban como elementos principales la música el canto y el baile; luego la tercera jornada; y por último la mojiganga o el fin de fiesta, estas se presentaban, en los autos del Corpus, en las fiestas reales y en las zarzuelas. La jácara no tenía lugar fijo en la representación, podía ser incluida o interpolada en el entremés, en el baile o en la mojiganga. Otras veces, iba antes o después de la primera jornada y en algunos casos se cantaba inmediatamente antes del baile, aunque esto era poco común. Entre cada acto de las obras se presentaban entremeses, sainetes, tonadillas y diversos tipos de bailes, éstos tenían el objetivo de divertir y entretener a la concurrencia, muchas veces este tipo de intermedios no era del total agrado de las autoridades